# Nogent-en-Othe

Nogent-en-Othe este o comună în departamentul Aube din nord-estul Franței. În 1 ianuarie 2022 avea o populație de 44 de locuitori.